# عمان الغربية

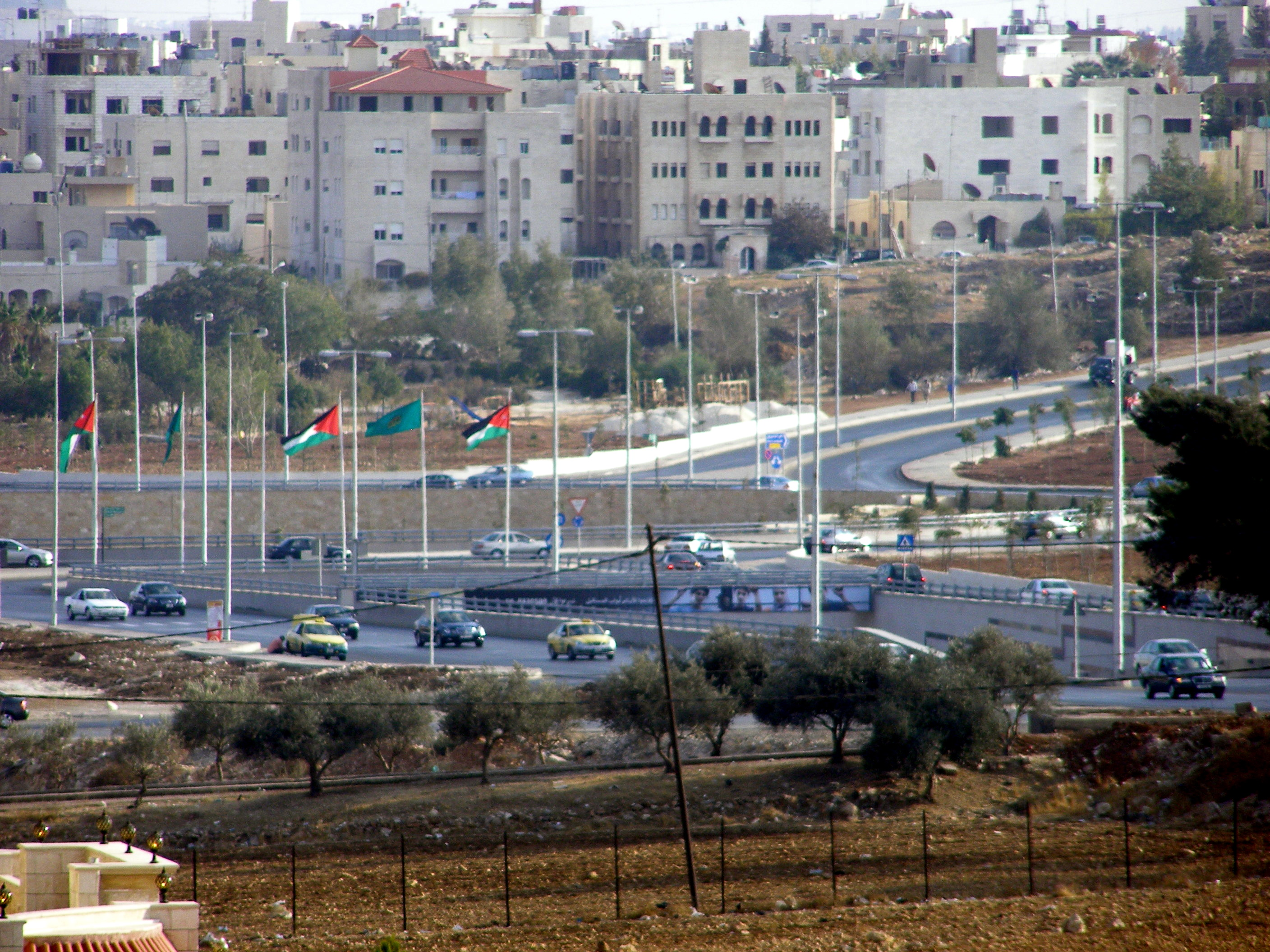
أحد شوارع عمّان الغربية

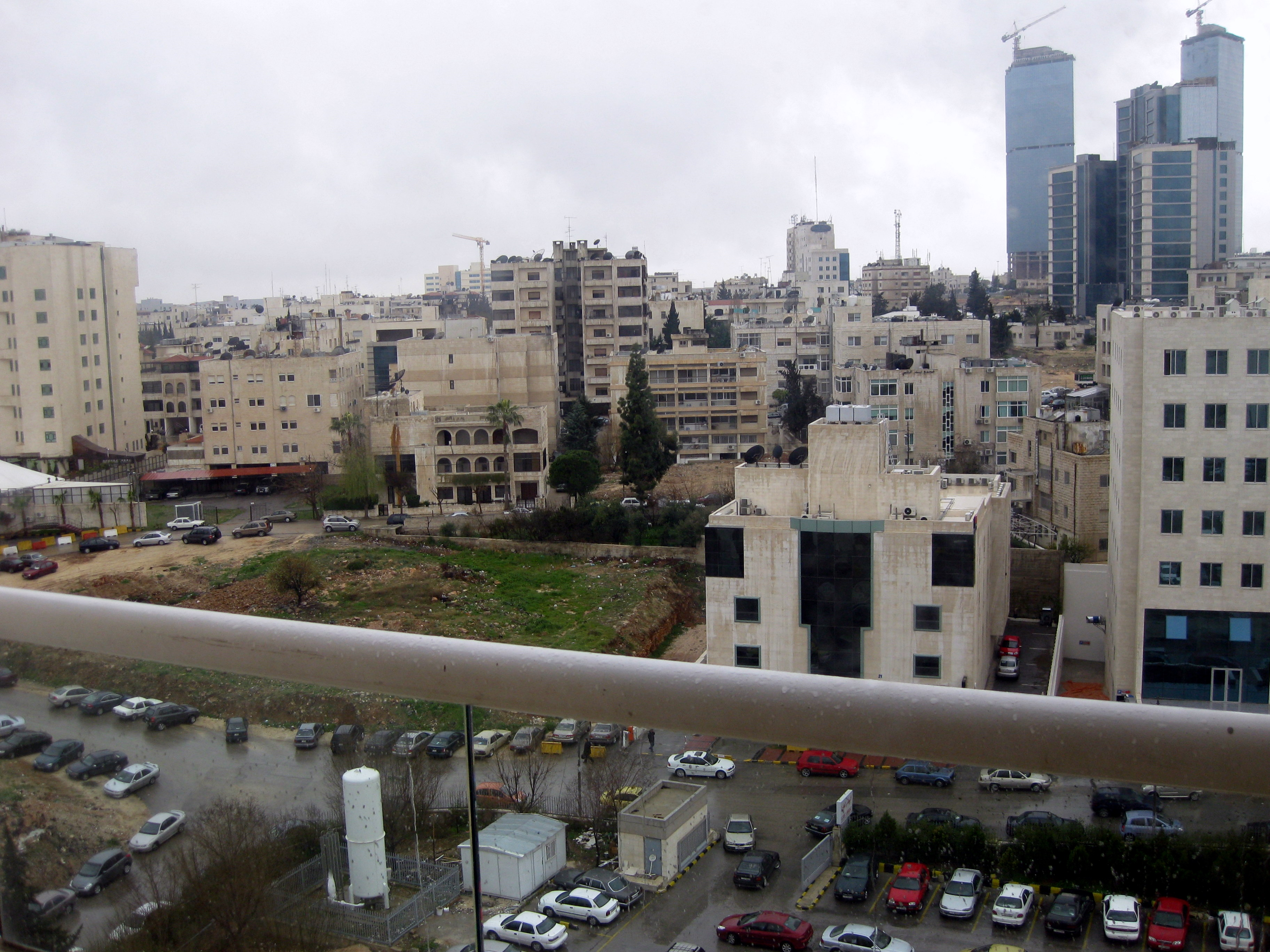
أبراج بوابة الأردن في أم أذينة

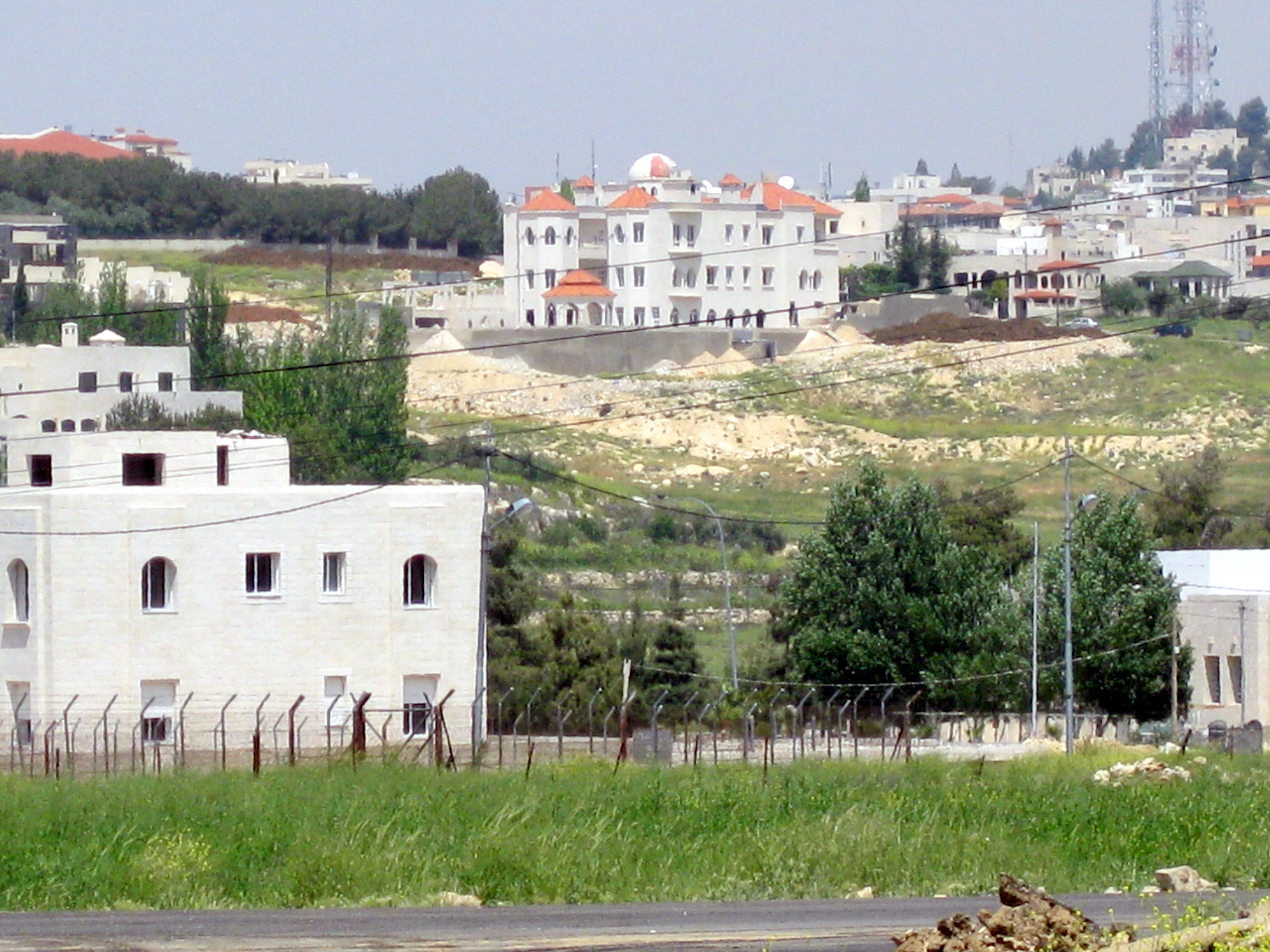
منازل عمان الغربية

عمان الغربية هي التسمية الغالبة على الأجزاء الغربية من العاصمة الأردنية عمّان. تحوي هذه المنطقة أرقى أحيائها حيث تبنى البيوت كلها مكسوة بالحجر من الخارج من جهاتها الأربع سواء كانت فلل وعمارات سكنية أو مؤسسات عامة كما تحتوي على معظم السفارات وبيوت الدبلوماسيين وعلى معظم الفنادق والمراكز التجارية الراقية، كما أن كساء البناء بالحجر جزء من ترخيص البناء فيها. توجد فيها بعض المناطق الشعبية لكنها قليلة.
أهم أحياء عمان الغربية :
- ضاحية الرشيد
- المدينة الرياضية
- تلاع العلي
- حي الرابية
- أبو نصير
- خلدا
- أجزاء من جبل الحسين
- أجزاء من جبل عمان
- دير النسرين
- أم اذينة
- أم السماق
- دير غبار
- دابوق
- الصويفية
- بيادر وادي السير
- الشميساني
- صويلح
- شفا بدران
- الجبيهة
- بدر
- مرج الحمام
- العبدلي

## مقالات ذات صلة
- عمان الشرقية
- أبو نصير (عمان)
- عمان
- المملكة الاردنية الهاشمية